# Gérald Darmanin
Gérald Moussa Darmanin (født 11. oktober 1982) er en fransk politiker, der siden 2020 har været Frankrigs indenrigsminister i regeringerne under premierministerne Jean Castex og Élisabeth Bornes.
Han er tidligere medlem af partiet Les Républicains (LR), og siden 2017 medlem af La République En Marche ! (LREM). Darmanin var borgmester i Tourcoing fra 2014 til 2017 og minister for offentlig handling og regnskaber i premierminister Édouard Philippes første og anden regering fra 2017 til 2020.